# Kajfeng
Kajfeng (pinjin: Kaifeng (Kaifeng (magyaros átírással: Kajfeng); pinjin hangsúlyjelekkel: Kāifēng; egyszerűsített kínai: 开封; hagyományos kínai: 開封; Wade–Giles-átírással: Kai-Feng) a Kínai Népköztársaság körülbelül ötmillió lakosú prefektúraszintű városa, Honan (Henan) tartomány keleti részén, a Sárga-folyó déli partján, mintegy 70 km-re keletre Csengcsoutól (Zhengzhoutól), Honan (Henan) tartomány fővárosától.
Kína nyolc ősi fővárosának egyike, amely történelme során nyolcszor volt főváros, és leginkább arról ismert, hogy az Északi Szung-dinasztia (Északi Song-dinasztia) (北宋, 960–1127) idején volt Kína fővárosa akkoriban Piencsing (Bianliang) néven. Ebben az időben a világ legnagyobb városa volt.
Manapság leginkább arról nevezetes, hogy a tudományos kutatás egyik központjának tekintik világszerte, amely a Nature Index által követett tudományos eredmények alapján a világ 200 legjobb városa között szerepel. A városban található a Honani (Henani) Egyetem, amely a kínai felsőoktatás Párhuzamos Első Osztályú Egyetem Fejlesztési Programjának egyik kulcsfontosságú nemzeti egyeteme.
A 2020-as népszámlálás szerint 4 824 016 ember élt Kajfeng (Kaifeng) prefektúrában, közülük 1 735 581 fő a Hsziangfu (Xiangfu), Lungting (Longting), Sunho Huj (Shunhe Hui), Kulou (Gulou) és Jüvangtaj (Yuwantai) körzetekből álló nagyvárosi területen.
Nyugaton Csengcsouval (Zhengzhouval), Honan (Henan) tartomány fővárosával, északnyugaton Hszinhszianggal (Xinxianggal), keleten Sangcsiuval (Shangqiuval), délkeleten Csoukouval (Zhoukouval), délnyugaton Hszücsanggal (Xuchanggal), észak-keleten a Santung (Shandong) tartománybeli Hocövel (Hezével) határos.

## A város nevei történelme során
A város nevének postai romanizálása „Kaifeng”. Hivatalos egykarakteres rövidítése kínaiul: 汴 (Biàn).
Hosszú, viharos történelme során többféle neve is volt amelybe gyakran a helyi folyó, a Pien (Bian) (汴) nevét is belefoglalták:
- Laocsiu (Laoqiu) (pinjin hangsúlyjelekkel: Lǎoqiū, kínai: 老丘, a név jelentése magyarul: „régi halom”??) – a mitikus Hszia-dinasztia (Xia-dinasztia) idején
- Taliang (Daliang) (Dàliáng, 大梁, „nagy híd”) – a Tavasz és ősz korszakban
- Liang (Liáng, 梁, „híd”) – a Hadakozó fejedelemségek korában
- Pien (Bian) (Biàn, 汴)  – a Tang-dinasztia idején 781-tól a helyén új várost építettek, amely a Pien (Bian) (汴) nevet kapta. Pien (Bian) a kései Liang, a kései Csin (Jin) (936–946), a kései Han (947–950) és a kései Csou (Zhou) (951–960) birodalom fővárosa is volt az öt dinasztia és a tíz királyság időszakában és manapság is emlegetik ezen a néven nemhivatalosan.
- Pienliang (Bianliang) (Biànliáng, 汴梁, „Pien (Bian) híd”)
- Piencsou (Bianzhou) (Biànzhōu, 汴州)
- Nancsing (Nanjing) (Nánjīng, 南京, „déli főváros”), a dzsürcsi Csin (Jin) dinasztia déli fővárosaként, és nem tévesztendő össze a mai Nanking (Nanjing)gal.[5] ()
- Tungcsing (Dongjing) (Dōngjīng, 東京, „keleti főváros”) valamint
- Piencsing (Bianjing) (Biànjīng, 汴京, „a Pien (Bian) [-nél fekvő] főváros”), az Északi Szung-dinasztia (Északi Song-dinasztia) (960–1127) idején

A terület a Kajfeng (Kaifeng) nevet azután kapta, miután Csin állam (Qin állam) az i. e. II. században meghódította Kínát. E név jelentése szó szerint „nyitott határok”, átvitt értelemben „rejtett” és „bosszú”.
A neve eredetileg valójában Csifeng (Qifeng) (kínai: 啓封) volt, de a csi (qi) szótagot (Baxter-Sagart: /*kʰˤijʔ/) a szinonimájára, kaj (kai)-ra (/*Nə-[k]ʰˤəj/, /*[k]ʰˤəj/) változtatták, hogy ezzel kikerüljék Han Csing-ti császár (Han Jingdi császár) eredeti nevével (Liu Csi (Qi)) kapcsolatos elnevezési tabut.

## Közigazgatás
Kajfeng (Kaifeng) prefektúraszintű város öt körzetből és négy megyéből áll. Ezek (2018-ban):
- Kulou (Gulou) (鼓楼区) körzet, 58 km², 157 000 lakos, a központ, a városi önkormányzat székhelye
- Lungting (Longting) (龙亭区) körzet, 344 km², 436 000 lakos
- Jüvangtaj (Yuwangtai) (禹王台区) körzet, 56 km², 141 300 lakos
- Hsziangfu (Xiangfu) (祥符区) körzet, 1302 km², 667800 lakos, fővárosa: Csengkuan (Chengguan) önkormányzat (城关镇)
- Sunho Huj (Shunhe Hui) (顺河回族区, jelentése magyarul: ’muszlim negyed’) körzet, 88 km², 249 900 lakos
- Vejsi (Weishi) (尉氏县) megye, 1 257 km², 851 000 lakos, fővárosa: Csengkuan (Chengguan) önkormányzat (城关镇)
- Csi (Qi) (杞县) megye, 1 258 km², 895 600 lakos, fővárosa: Csengkuan (Chengguan) önkormányzat (城关镇)
- Tunghszü (Tongxu) (通许县) megye, 767 km², 518 400 lakos, fővárosa: Csengkuan (Chengguan) önkormányzat (城关镇)
- Lankao (Lankao) (兰考县) megye, 1 116 km², 647 900 lakos, fővárosa: Csengkuan (Chengguan) önkormányzat (城关镇)

| Térkép |
| --- |
| Lungting (Longting) Sunho Huj (Shunhe Hui) Kulou (Gulou) Jüvangtaj (Yuwangtai) Hsziangfu (Xiangfu) Csi megye (Qi megye) Tunghszü megye (Tongxu megye) Vejsi megye (Weishi megye) Lankao megye (Lankao megye) |

## Gazdaság
2005-ben a teljes GDP 40,8 milliárd jüan, az egy főre jutó GDP pedig 8570 jüan volt.

## Történelme
Kajfeng (Kaifeng) Kína nyolc ősi fővárosának egyike. Peking (Beijing)hez hasonlóan történelme során számos alkalommal kellett újjáépíteni.

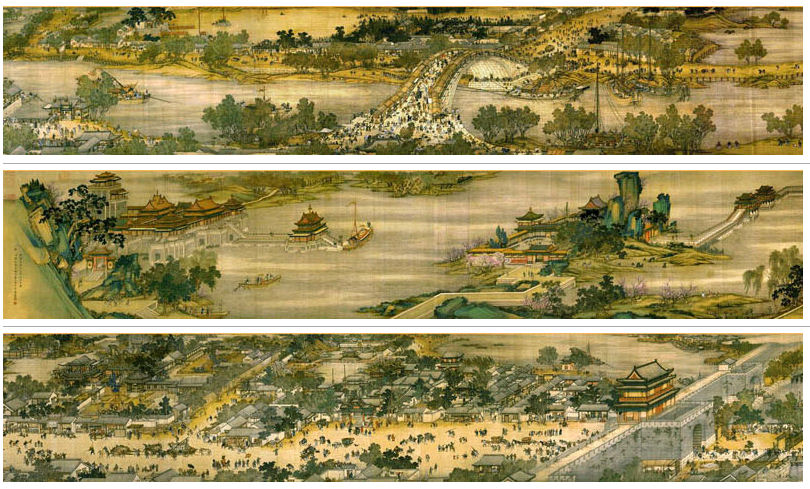
A híres Kajfeng (Kaifeng)et ábrázoló Felfelé a folyón egy tavaszi ünnepen című tekercskép (részletek), rövidített címmel: Csingming (Qingming)-tekercs. Számos változata létezik. A fenti változat egy XVIII. századi rekreáció – a XII. századi művésznek, Csang Cötuan (Zhang Zeduan)nak tulajdonított eredetiről.

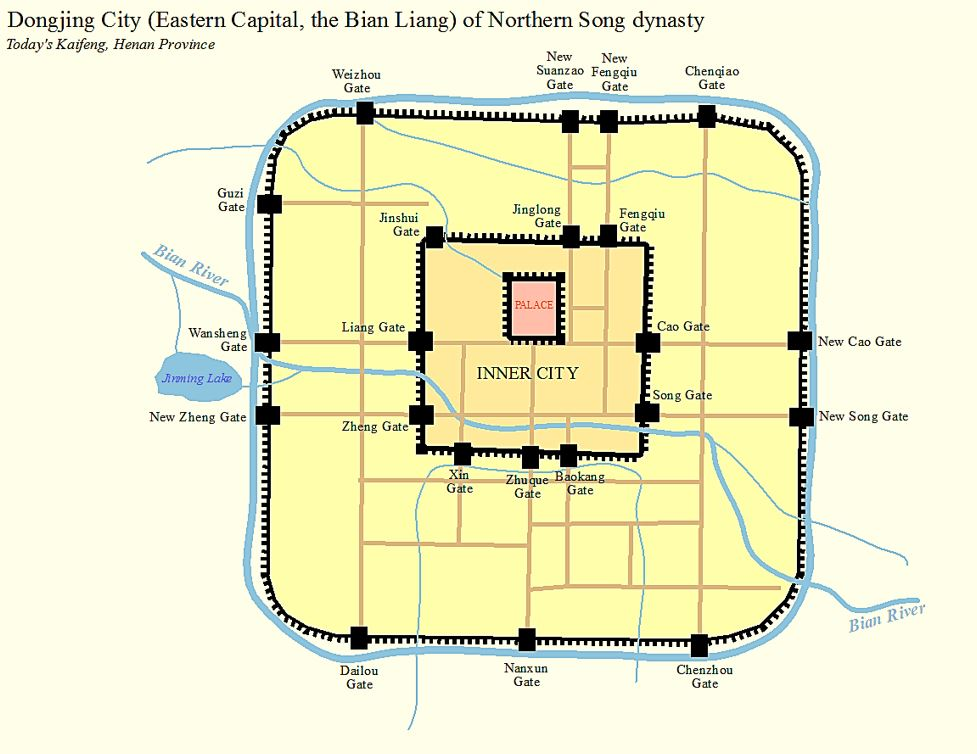
És alaprajzáról készített vázlat

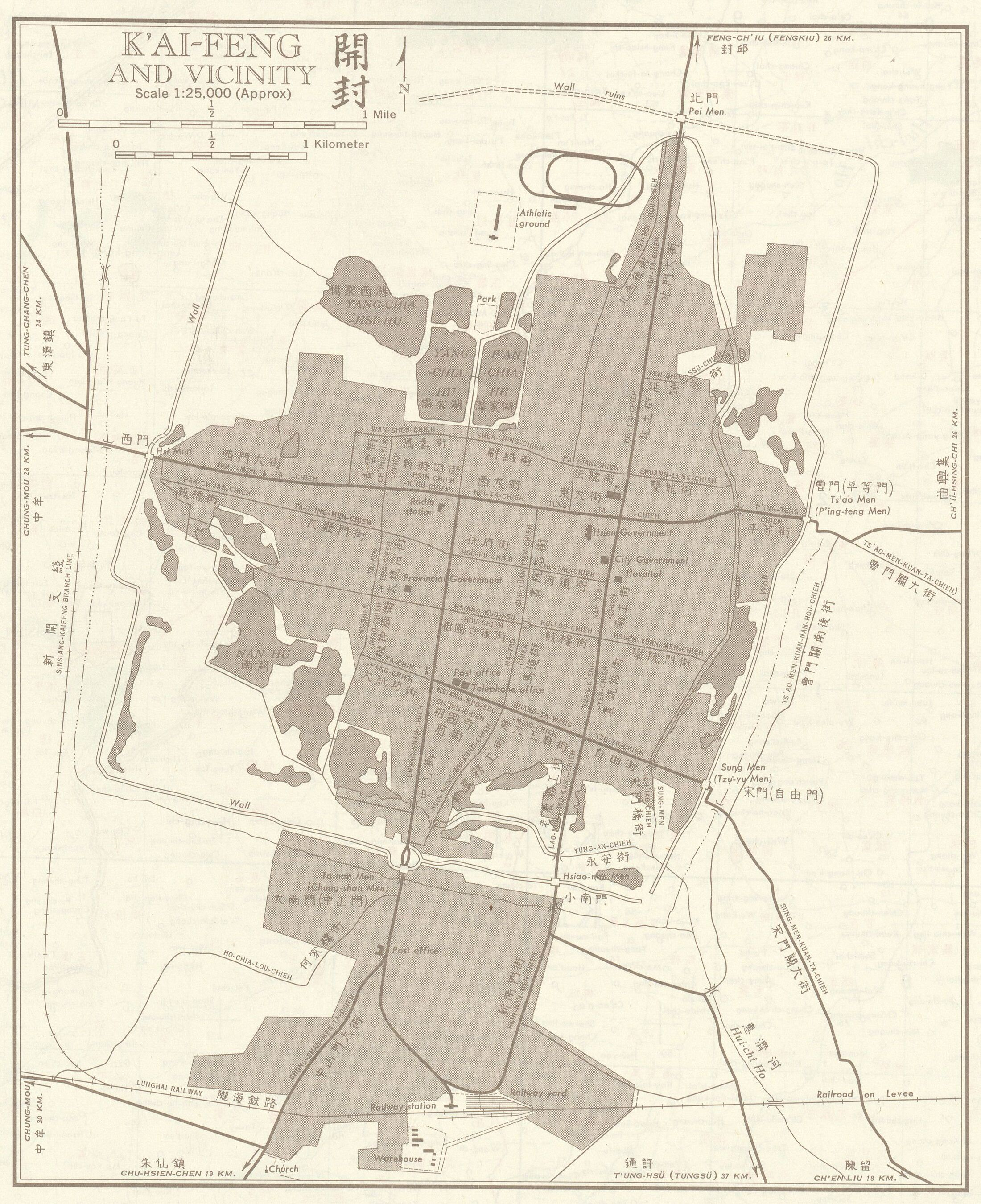
Térkép (K'ai-feng)

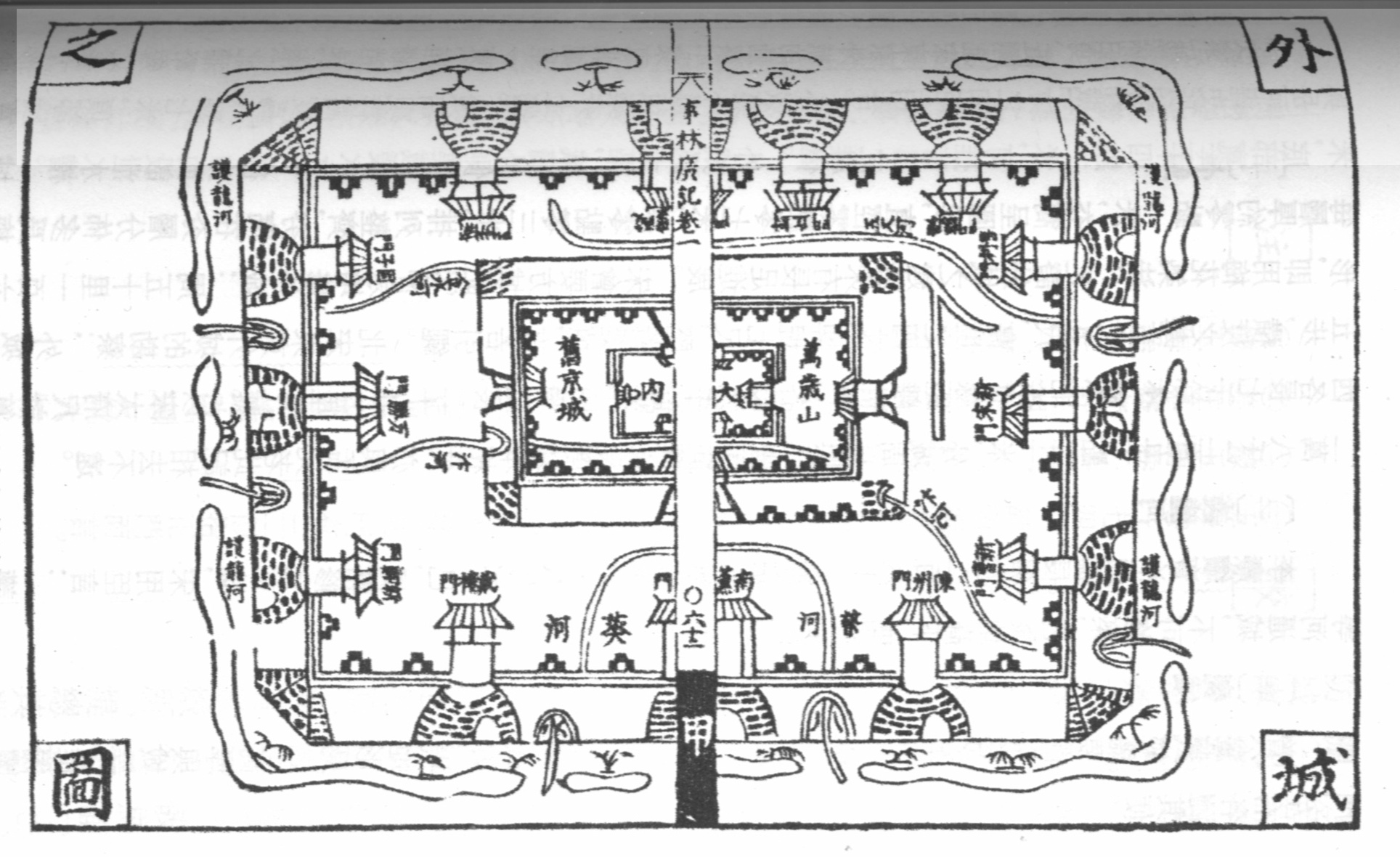
Piencsing (Bianjing) (Kajfeng (Kaifeng)) külső városának térképe a Jüan-dinasztia (Yuan-dinasztia) idejéből Csen Jüancsing (Chen Yuanjing) Silin Kuangcsi (Shilin Guangji) című enciklopédiájából.

A város történetének kezdetei szó szerint a legendák ködébe vész. A legenda szerint a mítikus Hszia-dinasztia (Xia-dinasztia) idején a város a Laocsiu (Laoqiu) (老丘) nevet kapta, és Kína fővárosa volt Csu (Zhu)tól Csiong (Jiong) király idejéig (ez kb. i. e. 1980-tól kb. i. e. 1810-ig terjedő időszak).
Az 1955-ben végzett régészeti ásatások nyomán bebizonyosodott, hogy a város már létezett a Sang-dinasztia (Shang-dinasztia) korában. Környékén neolitikus civilizáció maradványait tárták fel.
A tavasz és ősz korszakban (i. e. 770 – i. e. 454) a Cseng (Zheng) Királyság határterületén volt.
I.e. 364-ben a hadakozó fejedelemségek korában a Vej (Wei) állam Taliang (Daliang) (大梁) néven alapított fővárost ezen a területen. Ebben az időszakban épült meg az első a környék számos csatornája közül, amely összeköti a helyi folyót, a Pien (Bian)t a Sárga-folyóval. Amikor a Csin (Qin) állam meghódította Vej (Wei)t, Kajfeng (Kaifeng) nagyrészt elpusztult és elnéptelenedett, s egy közepes méretű mezővárossá zsugorodott.
A Han-dinasztia idején a város némi újjáépítésen ment keresztül, és Liu Vu (Liu Wu), Han Ven-ti császár (Han Wendi császár) fia fővárosává tette amikor Liang hercege lett. Számos épületet és régi városfalat restauráltatott és építtetett. Általa Kajfeng (Kaifeng) a zene, a művészet központja, a művészek menedékhelye és a csodálatos kertek városává vált annak ellenére, hogy ebben az időszakban nem volt kiemelt politikai jelentősége.
A VII. század elején Kajfeng (Kaifeng) jelentős kereskedelmi csomóponttá vált, amikor összekapcsolták a Nagy-csatornával, valamint a nyugati Santung (Shandong) tartományba tartó csatorna megépítésével.
781-ben a Tang-dinasztia idején helyén új várost építettek, amely a Pien (Bian) (汴) nevet kapta. Pien (Bian) a kései Liang, a kései Csin (Jin) (936–946), a kései Han (947–950) és a kései Csou (Zhou) (951–960) birodalom fővárosa is volt az öt dinasztia és a tíz királyság időszakában. A Szung (Song)-dinasztia is Pien (Bian)t tette fővárosává, amikor 960-ban megdöntötte a Csou (Zhou) birodalmat (Csencsiao (Chenqiao) incidens). Nem sokkal ezután a város további terjeszkedésnek indult.
A Szung (Song)-dinasztia idején, amikor Tungcsing (Dongjing) illetve Piencsing (Bianjing) néven volt főváros, Kína legnagyobb és legvirágzóbb városa volt több mint 400 000 lakossal a városfalon belül és azon kívül. Ebben az időben azonban a tífusz akut probléma volt a városban, és a lakosságot később is többször megtizedelte a tífuszjárvány. Jacques Gernet történész élénk képet fest ennek az időszaknak az életéről a Kína hétköznapjai a mongol hódítás előestéjén 1250–1276 című művében, amelyben a korabeli Kajfeng (Kaifeng) (Tungcsing (Dongjing)) leírása leginkább Meng Jüanlao (Meng Yuanlao) (kb. 1090-1150) ’Tungcsing (Dongjing) pompájának álmai’ (Tung csing meng hua lu (Dongjing Meng Hua Lu), (i.sz. 1235)) című nosztalgikus emlékiratán alapul.
1049-ben épült fel az 54,7 m magas Jukuosze (Youguosi) Pagoda (佑國寺塔), mai nevén a Vaspagoda. Túlélte a háborúk viharait és az árvizeket, és az ősi város legrégebbi nevezetessége lett. A Szung (Song)-dinasztia másik híres pagodája, a 974-ből származó Po (Bo) Torony részben megsemmisült.

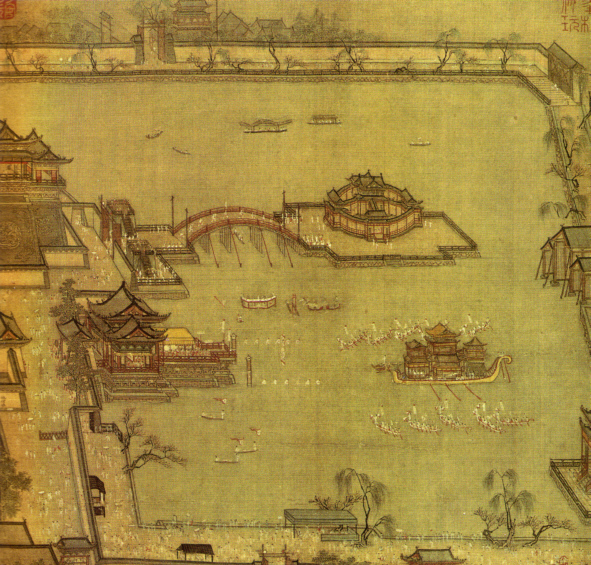
Játékok a Csinming (Jinming) tóban, egy XII. század eleji festmény, amely Kajfeng (Kaifeng)et ábrázolja szintén Csang Cötuan (Zhang Zeduan)tól.

Egy másik közismert látnivaló a polihisztor mérnök, tudós és államférfi, Szu Szung (Su Song) (1020–1101) csillagászati óratornya volt, amelyet egy forgó armilláris gömb koronázott meg. Ez a szerkezet hidraulikus meghajtású (azaz vízkerékkel és vízórával működő) volt, de kétszáz évvel azelőtt tartalmazott egy reteszelő mechanizmust, hogy Európa óraműveiben megjelent volna ez a megoldás, és az első ismert végtelenített erőátvitelt, lánchajtást is alkalmazott.
Kajfeng (Kaifeng) a XI. században érte el legnagyobb jelentőségét mint kereskedelmi és ipari központ a négy nagy csatorna metszéspontjában. Ez idő alatt a várost három városfal gyűrű vette körül, és lakossága valószínűleg 600 000 és 700 000 között volt. Úgy tartják, hogy ebben az időszakban, 1013 és 1127 között Kajfeng (Kaifeng) volt a világ legnagyobb városa.
Ez az időszak 1127-ben ért véget, amikor a város a Csingkang (Jingkang)-incidens során a dzsürcsi megszállók kezére került. Ezt követően a dzsürcsi Csin (Jin) dinasztia uralma alatt is maradt, amely a Csin (Jin)–Szung (Song) háborúk során meghódította Észak-Kína nagy részét. Bár továbbra is fontos közigazgatási központ maradt, csak a korai Szung (Song) belső városfalán belüli terület maradt lakott, a két külső gyűrű elnéptelenedett.
A Szung (Song) birodalom fővárosaként sok szempontból kedvező volt hogy Kajfeng (Kaifeng) a Nagy-csatorna mentén helyezkedett el, de katonailag sebezhetővé tette hogy a Sárga-folyó árterületén terült el. Emiatt több árvíz is pusztította.
Kajfeng (Kaifeng) 1157-től (más források szerint 1161) lett a dzsürcsik „déli fővárosa” Csungtu (Zhongdu) (a mai Peking (Beijing)) mellett, és ez idő alatt építették újjá. A dzsürcsiknek 1214-ig volt északon a fővárosuk, amikor is kénytelenek voltak a mongolok támadása elől délre, Kajfeng (Kaifeng)be költöztetni a császári udvart. 1232-ben adták meg magukat az egyesített mongol és Szung (Song) csapatoknak Kajfeng (Kaifeng) mongol ostrománál.
Kajfeng (Kaifeng) elestét követően a mongolok és a han kínaiak (akik átálltak a mongolokhoz) lemészárolták a dzsürcsi Csin (Jin) császári család férfi tagjait, és hadizsákmányként Mongóliába hurcolták az előkelő hölgyeket, köztük a császárnőt, a Csin (Jin) birodalmi ágyasokat és hercegnőket. A mongolok kifosztották a várost, de a legtöbb ostromtól eltérően ebben az időszakban is engedélyezték a kereskedelmet. A város leggazdagabb lakosai eladták luxuscikkeiket a mongol katonáknak, hogy élelmiszert vásárolhassanak.
A Polo fivérek 1265-ben érkeztek Kajfeng (Kaifeng)be, Kubiláj kán fővárosába, amiről visszaemlékezéseiben Marco Polo is beszámolt:
„Nangin tartományról
Nangin igen híres tartomány nyugati irányban. A lakossága bálványimádó, papírpénzt használ, és a Nagy Kán alattvalója; iparból meg kereskedelemből él. Bőségesen termelnek selymet, és sok aranyhímzésű kelmét készítenek. Igen olcsó náluk a gabonának és veteménynek minden fajtája, mert a tartomány rendkívül termékeny. Vad is bőven akad, sőt pompás oroszlánok is találhatók. A kereskedők hatalmasok és gazdagok, a császárnak nagy jövedelme van azokból az adókból, melyeket eladott és megvásárolt áruikra kivet.”
A mongolok a város elfoglalása után 1279-re meghódították egész Kínát, és a mongol Jüan-dinasztia (Yuan-dinasztia) idején Pienliang (Bianliang) (Kajfeng (Kaifeng)) csupán az 1277-ben alapított Honan Csiangpej tartomány (Henan Jiangbei tartomány) fővárosa lett. Miután a mongolok Sangtu (Shangdu)ba majd Peking (Beijing)be helyezték át fővárosukat, Kajfeng (Kaifeng) régi központi politikai jelentőségét többé már nem nyerte vissza.

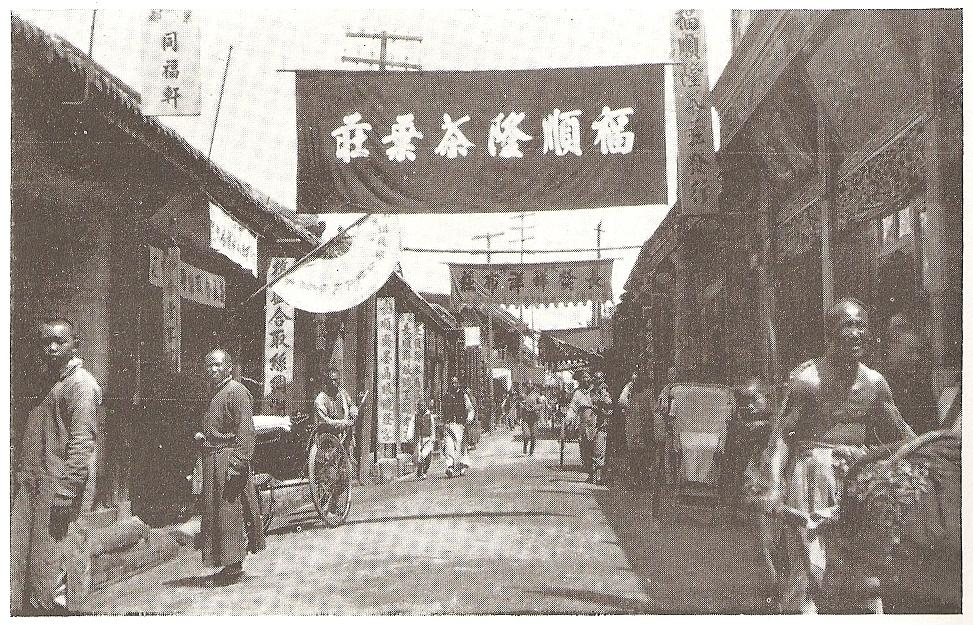
Keleti Piac utca, Kajfeng (Kaifeng), 1910. A jobb oldali üzletsoron túl állt a kajfeng (kaifeng)i zsidók zsinagógája.

A várost a XIV. század közepe táján elfoglalták és tíz évre a fővárosukká tették a Vörös Turbán lázadók. Az újonnan létrehozott Ming-erők szétverték őket. A Ming-dinasztia kezdetén, 1368-ban Kajfeng (Kaifeng)et Honan (Henan) tartomány fővárosává tették.
1642-ben a Ming-hadsereg Kajfeng (Kaifeng)et elárasztotta a Sárga-folyó vízével, hogy megakadályozza Li Cecseng (Li Zicheng) parasztvezér csapatait abban, hogy elfoglalják a várost. A katasztrófa után a város ismét elhagyatott lett. A mandzsu Csing-dinasztia (Qing-dinasztia) idején 1662-ben, Kang-hszi császár (Kangxi császár) uralkodása alatt Kajfeng (Kaifeng)et újjáépítették. Az 1841-es árvizet egy másik, 1843-as újjáépítés követte, s ezzel Kajfeng (Kaifeng) elnyerte nagyjából a mai arculatát. (A legutóbbi idők prosperitása közepette a város inkább kulturális és turisztikai központ maradt, és az új tartományi főváros, Csengcsou (Zhengzhou) lett a gazdasági, modern ipari központ magasépületekkel.)
A VIII. és IX. századtól egészen a 19. századig Kajfeng (Kaifeng) arról ismert, hogy itt található a legrégebbi kínai zsidó közösség, azonban 2016-ban már csak 20 zsidó lakott a városban.
1938. június 6-án a várost elfoglalta a megszálló japán császári hadsereg.
1948-ban zajlott a Kajfeng (Kaifeng)i csata a Kínai Népi Felszabadító Hadsereg és a kínai nacionalista erők között, amely végül a kommunisták győzelméhez és a nacionalista erők összeomlásához vezetett, ami a Shengcai-csata része volt.
Kajfeng (Kaifeng) Honan (Henan) tartomány fővárosa maradt egészen 1954-ig, amikor Csengcsou (Zhengzhou)t tették meg tartományi fővárosnak.
1969-ben a Kínai Népköztársaság egykori elnöke, Liu Sao-csi (Liu Shaoqi) Kajfeng (Kaifeng)ben házi őrizetben halt meg megfelelő egészségügyi ellátás hiányában.

## Nevezetességek
- Ősi városközpont

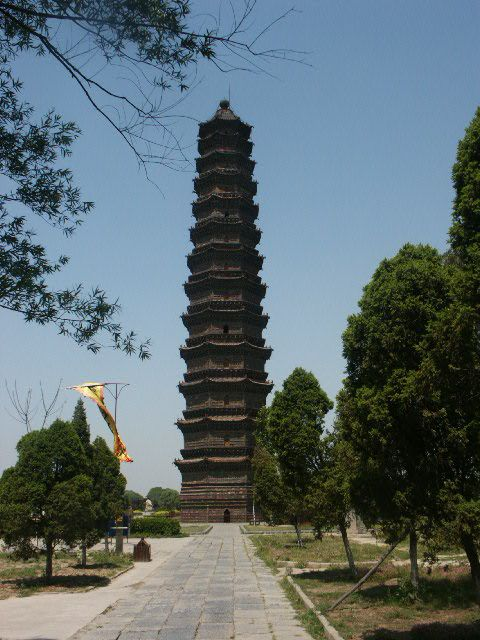
A Vaspagoda

- Hsziangkuo (Xiangguo) (A Kancellár Temploma) – A város központjában található. Ez az egyik leghíresebb buddhista templom Kínában. 555-ben épült, és évszázadokon át volt a buddhista tanulmányok neves központja. Az évszázadok során többször elpusztult, legutóbb 1766-ban építették újjá. A név a Tang-dinasztia kancellárjának nevéből származik, aki a felújítást finanszírozta. A templomon belüli fő építmény a nyolcszögletű kerámiapalota, amelyben egy 7 méter magas Kuanjin-szobor áll.
- Vaspagoda (铁塔 / 鐵塔, Tiě Tǎ) – Az 1049-ben Buddha ereklyéi számára vörös téglából épült 13 emeletes nyolcszögletű pagoda barnás színéről kapta mai nevét. A város legrégebbi nevezetessége az azonos nevű parkban.
- Sárkánypavilon – A Szung (Song)-dinasztia idején épült. A császári palota mellett található a 83,3 hektáros Lungting (Longting) Parkban.
- Pao Cseng (Bao Zheng) Templom??
- Jü (Yu) király terasza
- Po Ta (Bo Ta) pagoda – hatszögletű alapra épült ősi, Szung (Song)-kori templom része volt. Jü (Yu) király teraszától nyugatra található, és eredetileg hat emeletes volt, ami a XIV. században csökkent háromra.

## Híreskajfeng(kaifeng)iek
- Sang Jang (Shang Yang) (Shāng Yāng; i. e. 390 – i. e. 338), Csin (Qin) állambeli főminiszter és gondolkodó
- Szung Sen-cung (Song Shenzong) (1048–1085), az északi Szung (Song)-dinasztia császára
- Po Jang (Bo Yang) (1920–2008), társadalomkritikus taivani író
- Csang Tacsing (Zhang Daqing) (1969–), amatőrcsillagász
- Szu Hancsen (Su Hanchen) (1101–1161) festő
- Tao Szung (Tao Song) (1944–) festő

## Éghajlat
Kajfeng (Kaifeng)ben monszun hatású, párás szubtrópusi éghajlat (a Köppen éghajlati besorolás szerint: Cwa) jellemző, amely a nedves kontinentális éghajlattal határos, négy évszakkal. A tél hűvös és többnyire száraz, míg a nyár forró és párás. A tavasz meleg, és van némi, de nem sok csapadék, míg az őszi csípős és szárazabb. Eső főleg júniustól szeptemberig esik.
Az átlaghőmérséklet 14 Celsius fok, az éves csapadék 670 mm.

## Közlekedés, szállítás

### Légi
Kajfeng (Kaifeng) belvárosa körülbelül 55 km-re fekszik a Csengcsou-Hszincseng nemzetközi repülőtér (Zhengzhou Xinzheng nemzetközi repülőtér)től (IATA: CGO,  ICAO: ZHCC), amely Közép-Kína legforgalmasabb repülőtere mind az utas-, mind a teherforgalom tekintetében (2017-es statisztikák).
A Csengcsou (Zhengzhou)–Kajfeng (Kaifeng) helyközi vasút és a Hszincseng (Xinzheng) repülőtér helyközi vasútvonal elkészültével elérhetővé vált a gyors vonatkapcsolatok Kajfeng (Kaifeng)ből a Hszincseng (Xinzheng) nemzetközi repülőtérre. 2018 augusztusa óta naponta 12 pár helyközi vonat közlekedik a Hszincseng (Xinzheng) repülőtér és Szungcsenglu (Songchenglu) között, 53 perces menetidővel.

### Vasúti
A Kajfeng (Kaifeng) pályaudvar a kelet-nyugati Lunghaj (Longhai) vasúti fővonalon található, és kényelmes hozzáférést biztosít Kína számos városához, köztük Peking (Beijing) Nyugathoz, Sanghajhoz (Shanghaihoz), a Sanghaj-Hungcsiaói nemzetközi repülőtérhez (Shanghai Hongqiaoi nemzetközi repülőtérhez), Tiencsinhez (Tianjinhez), Hszianhoz (Xi'anhoz), Csinanhoz (Jinanhoz) és Hangcsouhoz (Hangzhouhoz).
Csengcsou (Zhengzhou), Lojang (Luoyang) és Csingtao (Qingdao) városaiba is gyakoriak és kényelmesek a járatok. Közvetlen távolsági járatok vannak Sencsenbe (Shenzhenbe), Kantonba (Guangzhouba), Csengtuba (Chengduba), Észak-Csungkingba (Észak-Chongqingba), Haerpinba (Harbinba), Ürümcsibe (Ürümqibe), Fucsouba (Fuzhouba), Talienbe (Dalianbe) és Vuhanba (Wuhanba).
A Csengcsou (Zhengzhou)–Kajfeng (Kaifeng) helyközi vasút (郑开城际铁路) 2014. december 28-án kezdte meg működését, amely összeköti Csengcsou (Zhengzhou) tartományi fővárost Kajfeng (Kaifeng)gel. A vasút jelenleg Sungcsengluban (Songchengluban) ér véget, és a tervek szerint Kajfeng (Kaifeng) vasútállomásig bővítik. A tervezett végsebesség 200 km/h.
A Hszücsou–Lancsou nagysebességű vasútvonalhoz (Xuzhou–Lanzhou nagysebességű vasútvonalhoz) tartozó kajfeng (kaifeng)i Északi Vasútállomás a város nagysebességű vasútállomása 2016. szeptember 10-én kezdte meg működését.

### Távolsági autóbusz
Kajfeng (Kaifeng)ben 4 fő autóbuszpályaudvar található :
- Kajfeng (Kaifeng) Nyugati Autóbuszpályaudvar (开封客运西站)
- Kajfeng (Kaifeng) Távolsági Autóbuszpályaudvar (开封长途汽车站)
- Kajfeng (Kaifeng) Csinming (Jinming) Autóbuszpályaudvar (开封金明汽车站)
- Kajfeng (Kaifeng) HsziangKuosze (XiangGuosi) Autóbuszpályaudvar (开封相国寺汽车站)

Számos szomszédos megyébe, más tartományi városokba indulnak távolsági járatok.

### Közúti
- G30 Lienjünkang (Lianyungang)–Khorgas (Khorgas) gyorsforgalmi út
- G45 Tacsing (Daqing)–Kuangcsou (Guangzhou) gyorsforgalmi út
- S82 Csengcsou (Zhengzhou)–Mincsüan (Minquan) gyorsforgalmi út
- S83 Lankao (Lankao)–Nanjang (Nanyang) gyorsforgalmi út
- 106-os számú Kínai Nemzeti Autópálya
- 220-as számú Kínai Nemzeti Autópálya
- 310-es számú Kínai Nemzeti Autópálya

## Kultúra

### Vallás

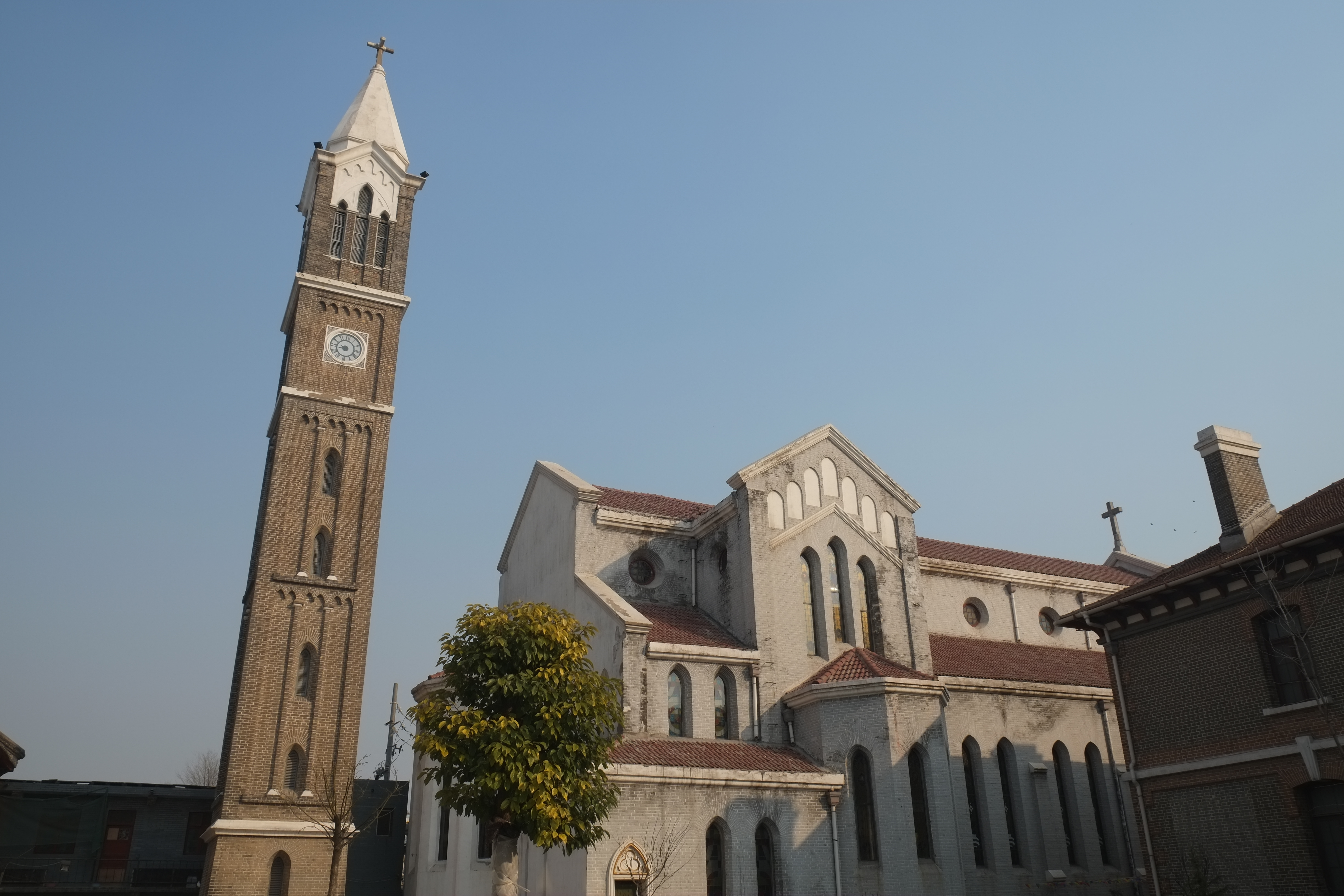
A Szent Szív katedrális

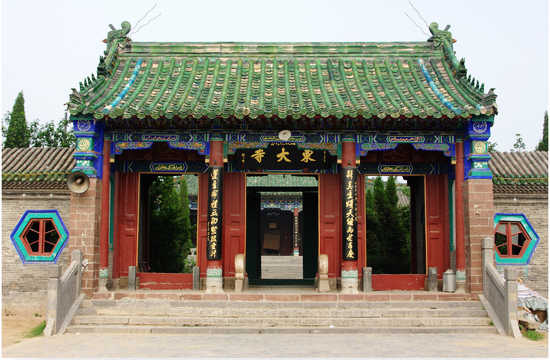
Kajfeng (Kaifeng) egyik női mecsete

A városban több keresztény templom található, köztük a Szent Szív katedrális (开封耶稣圣心主教座堂).
Jelentős muzulmán enklávéja is van, sőt számos női mecsetéről (nǚsì) ismert, köztük Kína legrégebbi nǚsì-jével, a Vangcsia (Wangjia) Utcai Női Mecsettel, amely 1820-ból származik.
Kajfeng (Kaifeng) arról is nevezetes, hogy itt található a legrégebbi kínai zsidó közösség, akiknek ősei eredetileg Perzsiából érkeztek Kínába a Selyemúton. A XII. század óta van bizonyíték arra, hogy Kajfeng (Kaifeng)ben zsidó közösség élt, de egészen a XIX. századig az etnikai keveredés és asszimiláció révén nagyrészt beolvadt a kínai többségbe.

### Konyhaművészet

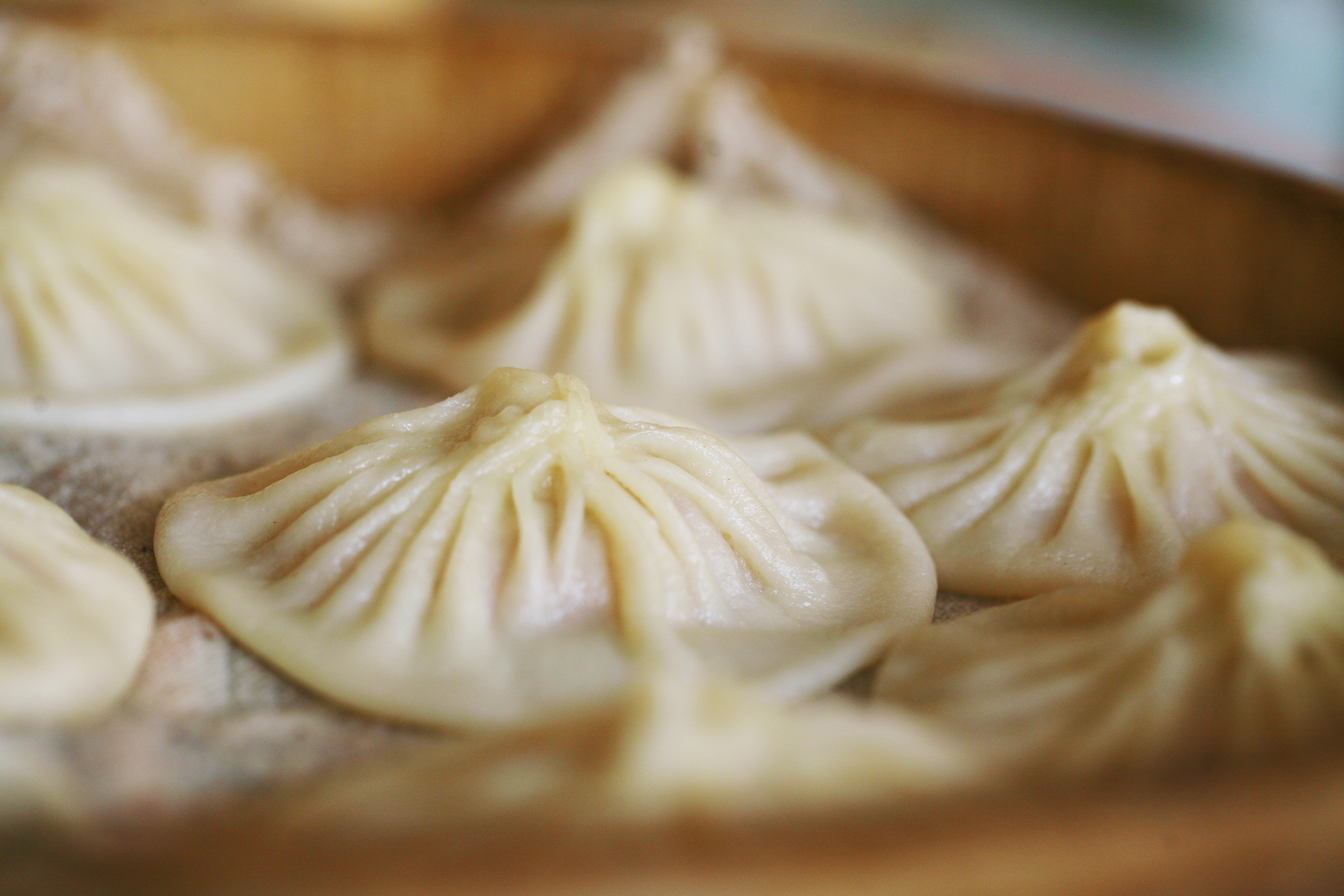
Kajfeng (Kaifeng)i hsziaolungpao (xiaolongbao), levessel töltött gombóc/zsemle

A kajfeng (kaifeng)i konyha meghatározó szerepet játszott a honani (henani) konyhaművészet kialakulásában.
Kajfeng (Kaifeng) az ételkülönlegességek széles választékát kínálja, mint például a párolt pitét és a galuskát. Különösen híres Kajfeng (Kaifeng) ötfűszeres kenyere a vuhsziang saoping (wuxiang shaobing) (wǔxiāng shāobǐng), amely a pitához hasonlóan kinyitható és megtölthető.
Esténként Kajfeng (Kaifeng) utcái éttermekké alakulnak, miközben a híres éjszakai piacon több százan nyitják ki standjukat, és árulják ételeiket. Az emberek a közeli Csengcsou (Zhengzhou)ból gyakran jönnek Kajfengbe (Kaifengbe), hogy meglátogassák rokonaikat és átérezzék ezt a hangulatot.
Helyi specialitás a kajfengi (kaifengi) vödröscsirke (桶子鸡, tǒngzi, magyaros átírással: tungce) is, ami egy különlegesen elkészített föttcsirke étel. Egyes vélemények szerint a Kajfengben (Kaifengben) található Ma Jühszing (Ma Yuxing) Vödröscsirke Háza (Ma Yu Ching's Bucket Chicken House; 马豫兴桶子鸡; Ma Jühszing Tungce Csi (Ma Yuxing Tongzi Ji), Mǎ Yùxīng Tǒngzi Jī) a világ egyik legrégebbi étterme.

### Krizantém
A krizantém Kajfeng (Kaifeng) virága. A krizantém fajták termesztésének hagyománya 1600 éves múltra tekint vissza, és a termesztés mértéke a Szung (Song)-dinasztia idején érte el csúcsát egészen a Csin-dinasztiától (Jin-dinasztiától) elszenvedett 1126-os vereségéig.
A városban 1983 óta tartják a Kajfengi (Kaifengi) Krizantém Kulturális Fesztivált (1994-ben átnevezték Kína Kajfeng (Kaifeng)i Krizantém Kulturális Fesztiváljára). A fesztivált azóta minden év október 18. és november 18. között tartják.
A rendezvény újabb mérföldkőhöz érkezett 2012. október 18-án, amikor 30. születésnapját ünnepelte. A megnyitó ünnepséget élőben közvetítette a Honani (Henani) Televízió (HNTV) esti műsorában, amely minden prefektúra vagy efölötti szintű kínai városban látható.
A fesztivál ideje alatt több száz krizantémfajtát mutatnak be a rendezvény helyszínein, és a virág a város általános szimbólumává vált, így Kajfeng (Kaifeng)et a „krizantémok városa”-ként is emlegetik.

## Sportesemények
Cseng-Kaj (Zheng-Kai) Nemzetközi Maraton
A kínai Cseng-Kaj (Zheng-Kai) Nemzetközi Marathon (中国郑开国际马拉松赛, nemzetközileg angolul: Zheng-Kai International Marathon; Zheng-Kai, illetve ZK a Csengcsou (Zhengzhou)-Kajfeng (Kaifeng) rövidítése) egy sportesemény, amelyet a Kínai Atlétikai Szövetség, a Kínai Sportszövetség rendez közösen, és Honan (Henan) tartomány közigazgatása, továbbá Csengcsou (Zhengzhou) és Kajfeng (Kaifeng) önkormányzata ad otthont neki. Ez Honan (Henan) tartomány első számú nemzetközi sportversenye, és Kína közép-nyugati részének egyik legnagyobb sporteseménye. A ZK International Marathon minden évben március végén vagy április elején kerül megrendezésre. Az esemény legnagyobb része a híres Zhengkai Express Way (郑开大道) mentén zajlik. A 2007-es induláskor 5600 sportoló versenyzett. 2012-ig 28 országból és régióból közel 25 000 sportoló vett részt a ZK Nemzetközi Maratonon.

## Főiskolák, egyetemek
Kajfeng (Kaifeng) a tudományos kutatások egyik fellegvára, a Nature Indexe szerint a világ 200 legjobb városa között szerepel. A városban található a Honani (Henani) Egyetem, amely a kínai felsőoktatás Párhuzamos Első Osztályú Egyetem Fejlesztési Programjának egyik kulcsfontosságú nemzeti egyeteme.
- Honani (Henani) Egyetem (Henan University, 河南大学, alapítva 1912-ben)
- Kajfeng (Kaifeng)i Egyetem (Kaifeng University, 开封大学, alapítva 1980-ban)
- Kajfeng (Kaifeng)i Tanárképző Főiskola (Kaifeng Institute of Education, 开封教育学院)
- Sárga-folyó Természetvédelmi Műszaki Főiskola (Yellow River Conservancy Technical Institute, 黄河水利职业技术学院, alapítva 1929-ben)

## Testvérvárosi kapcsolatok
Kajfeng (Kaifeng)nek hat várossal van testvérvárosi kapcsolata
- Kirjat-Mockín, Izrael
- Omszk, Oroszország (2007–)
- Toda, Japán (1984–)
- Wichita, Egyesült Államok (1985–)
- Wingecarribee, Ausztrália (2007–)
- Joncson (Yeongcheon), Dél-Korea (2005–)

## Honvédelem
Kajfeng (Kaifeng) a Népi Felszabadító Hadsereg 20. hadseregének főhadiszállása. Ez egyike annak a három hadseregnek, amelyek a Sárga-folyó síkságának védelméért felelős Csinan (Jinan) katonai körzetet alkotják.
A Kajfeng (Kaifeng) Légibázis egy katonai repülőtér Kajfeng (Kaifeng) város déli külvárosában. Polgári légiközlekedési szolgáltatást nem nyújt.

## Érdekességek
- Az 1997-ben kínai csillagászok által felfedezett 35366 Kaifeng kisbolygó a városról kapta a nevét.

## Dokumentumfilmek, útifilmek
- Michael Woodː Kína története (The Story of China, 2016), brit dokumentumfilm sorozat, 3. részː Aranykor (Golden Age)
- Ezer év a történelem sodrában: Kína (China: 1000 Years of History, 12 év, angol dokumentumfilm, 110 perc, 2020, rendezte: Olly Bootle) A film első részében a Szung (Song)-kori Kajfeng (Kaifeng).

## Galéria

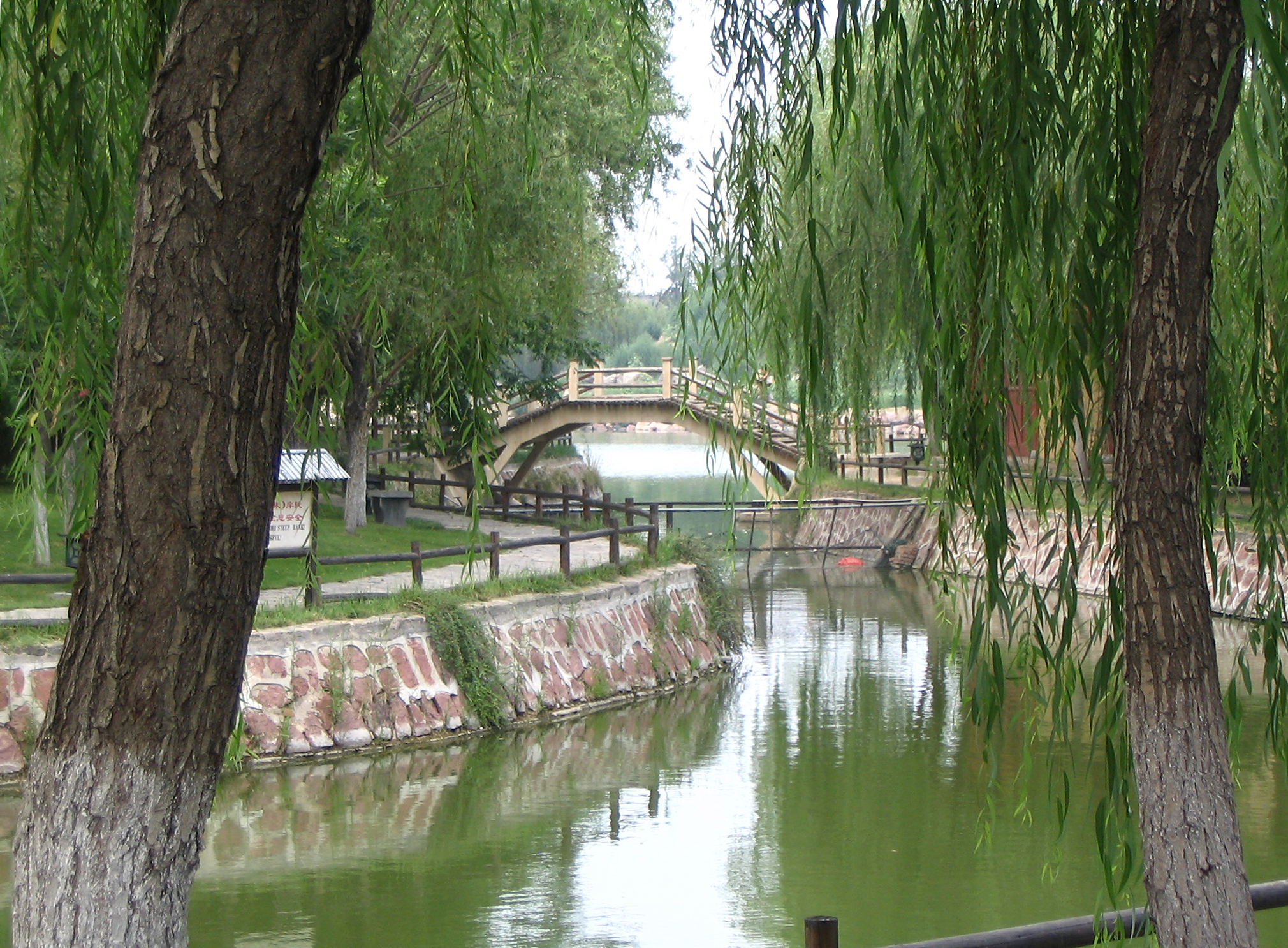
A Csingming (Qingming) folyóparti tájkert
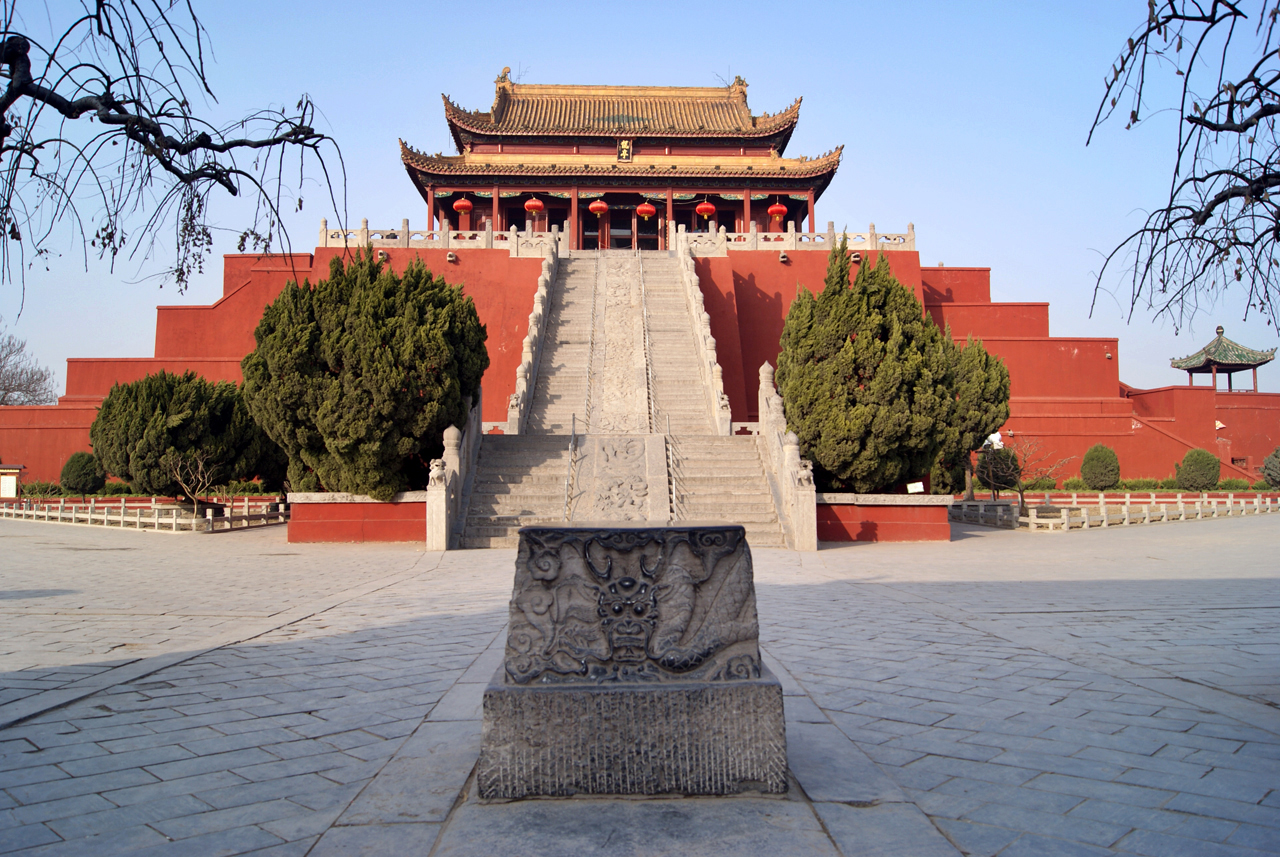
A Sárkánypavilon
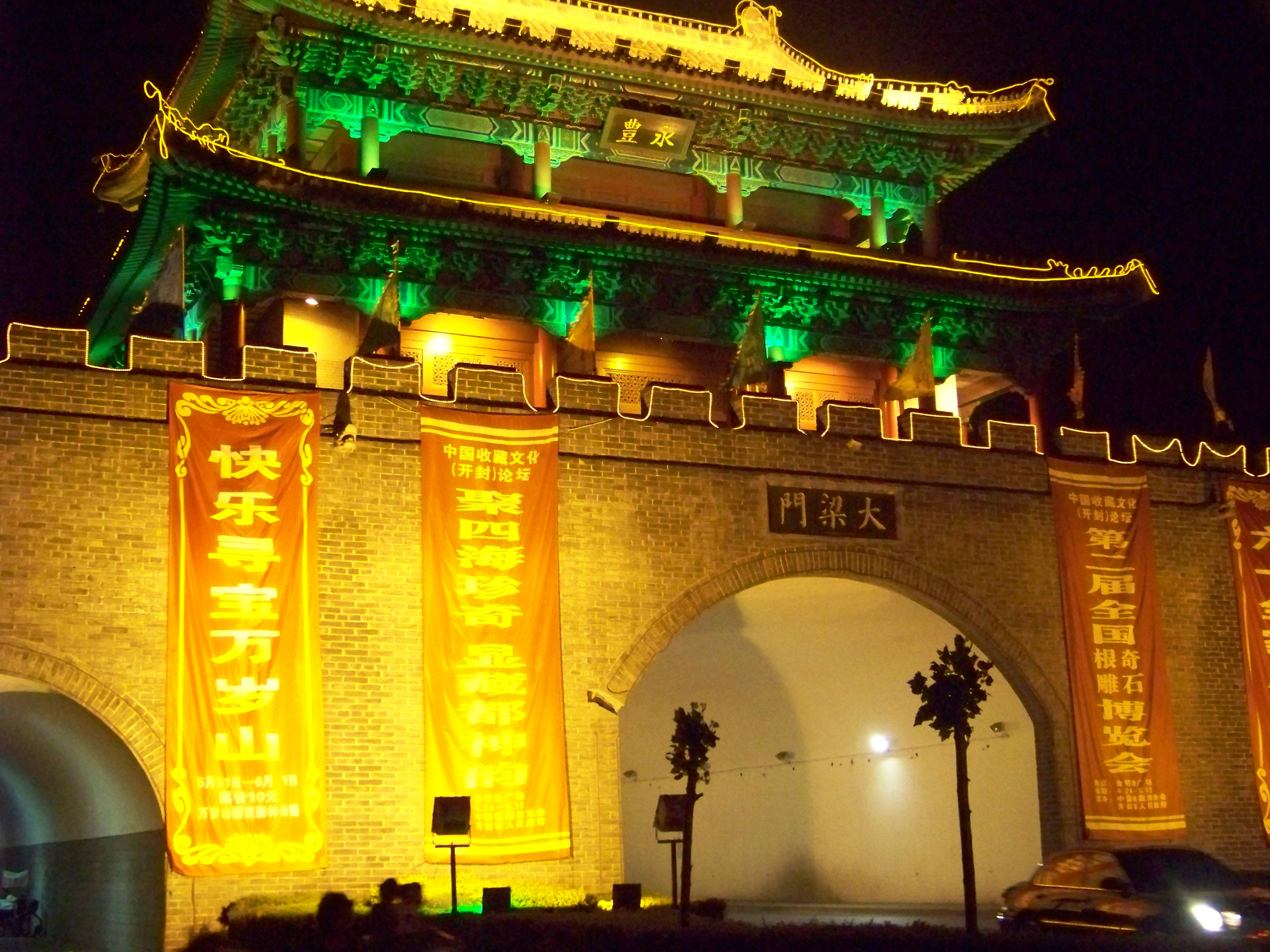
Piencsing (Bianliang) felújított városkapuja
A régi kajfengi (kaifengi)  polgármesteri kúria
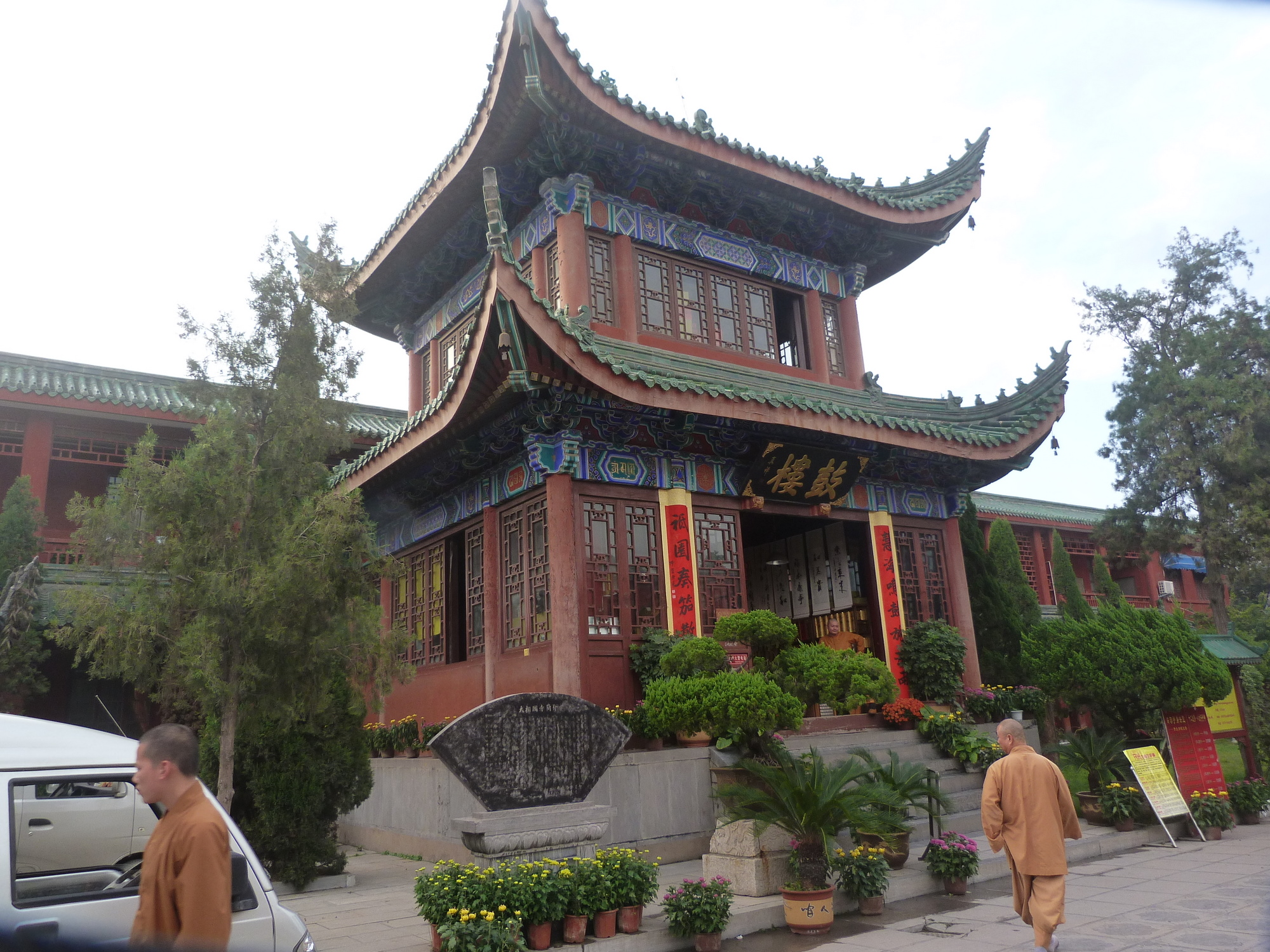
A Hsziangkuo (Xiangguo) templom dobtornya
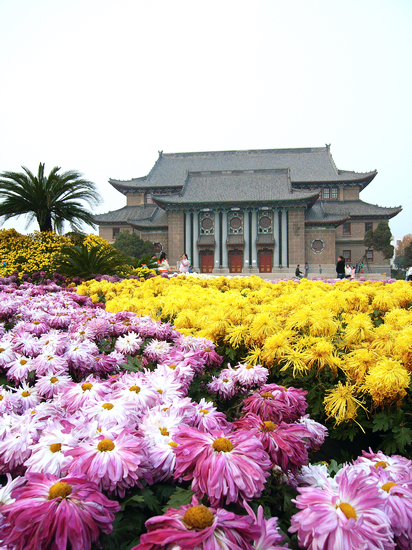
A Honani (Henani) Egyetem
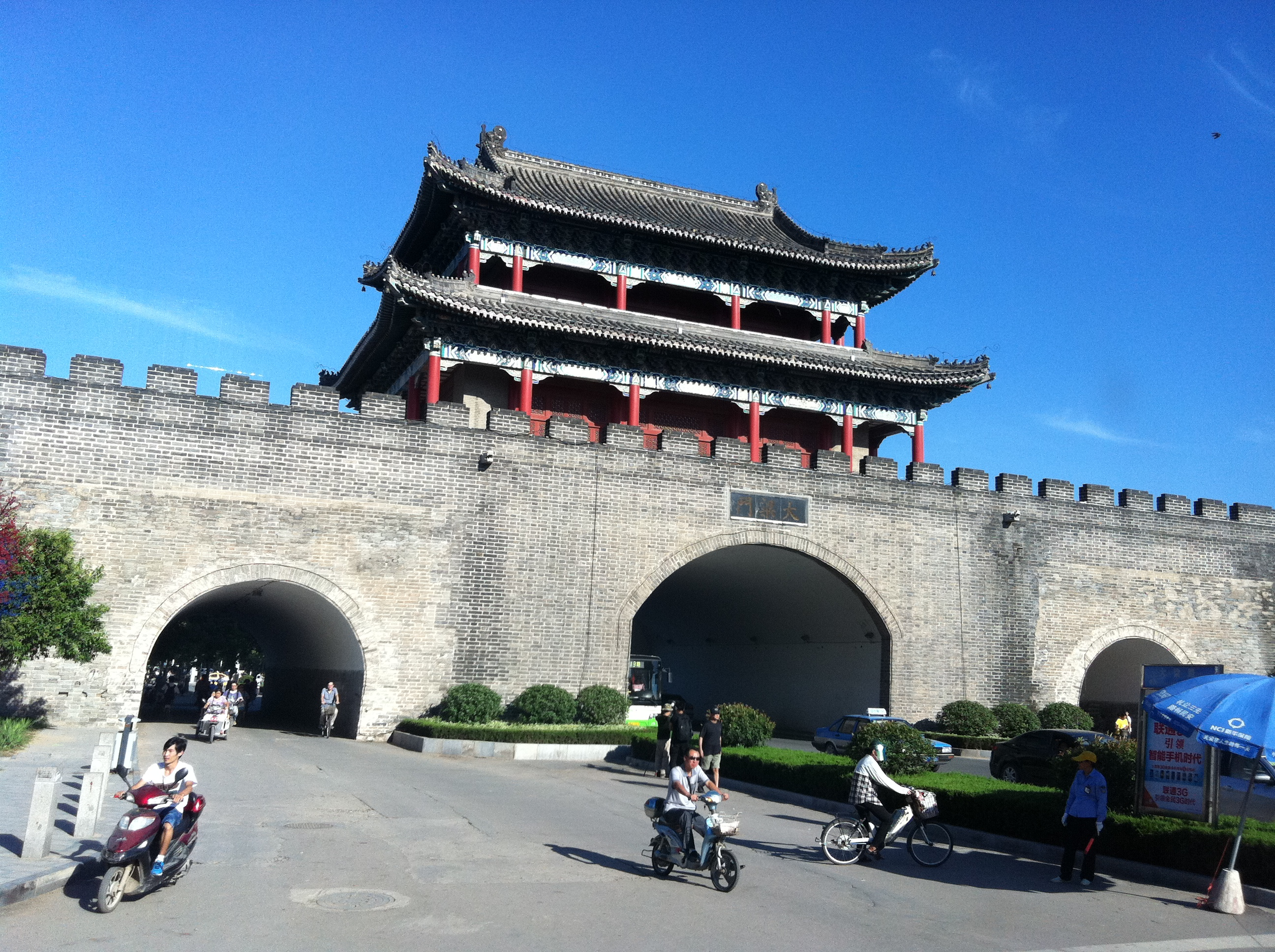
Taliang (Daliang) városkapuja
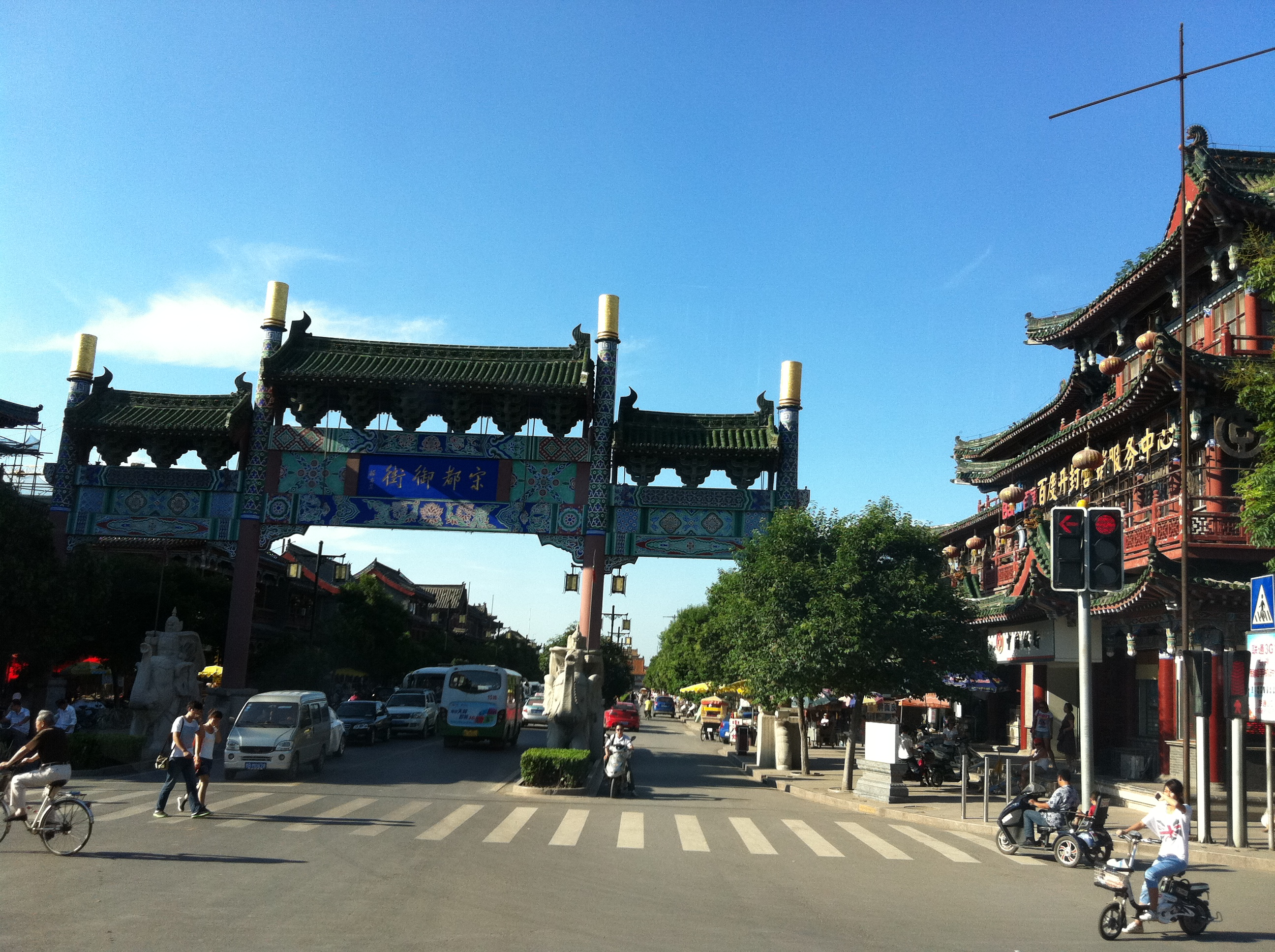
A Szung (Song)-dinasztia császári utcája (1)
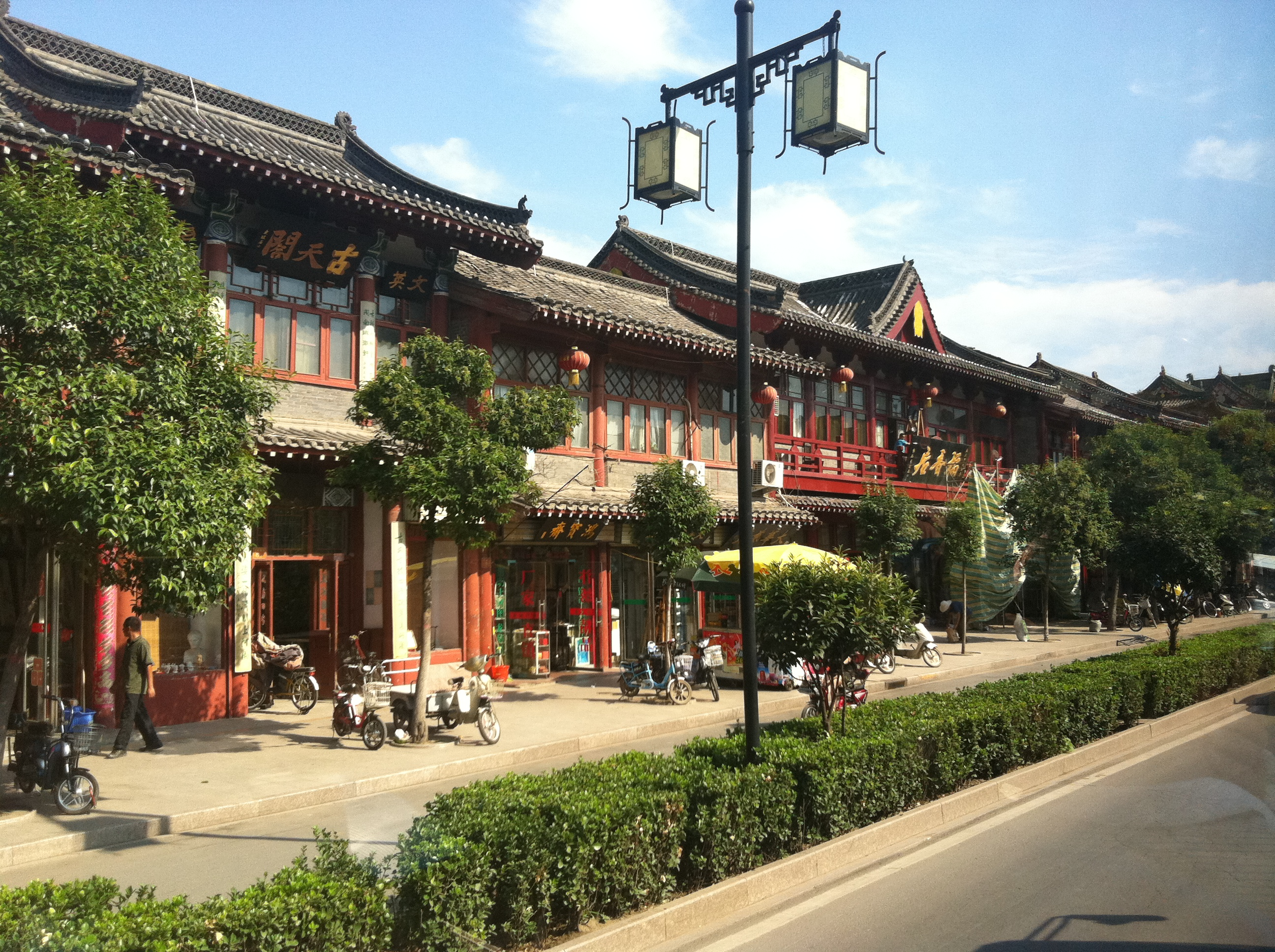
A Szung (Song)-dinasztia császári utcája (2)
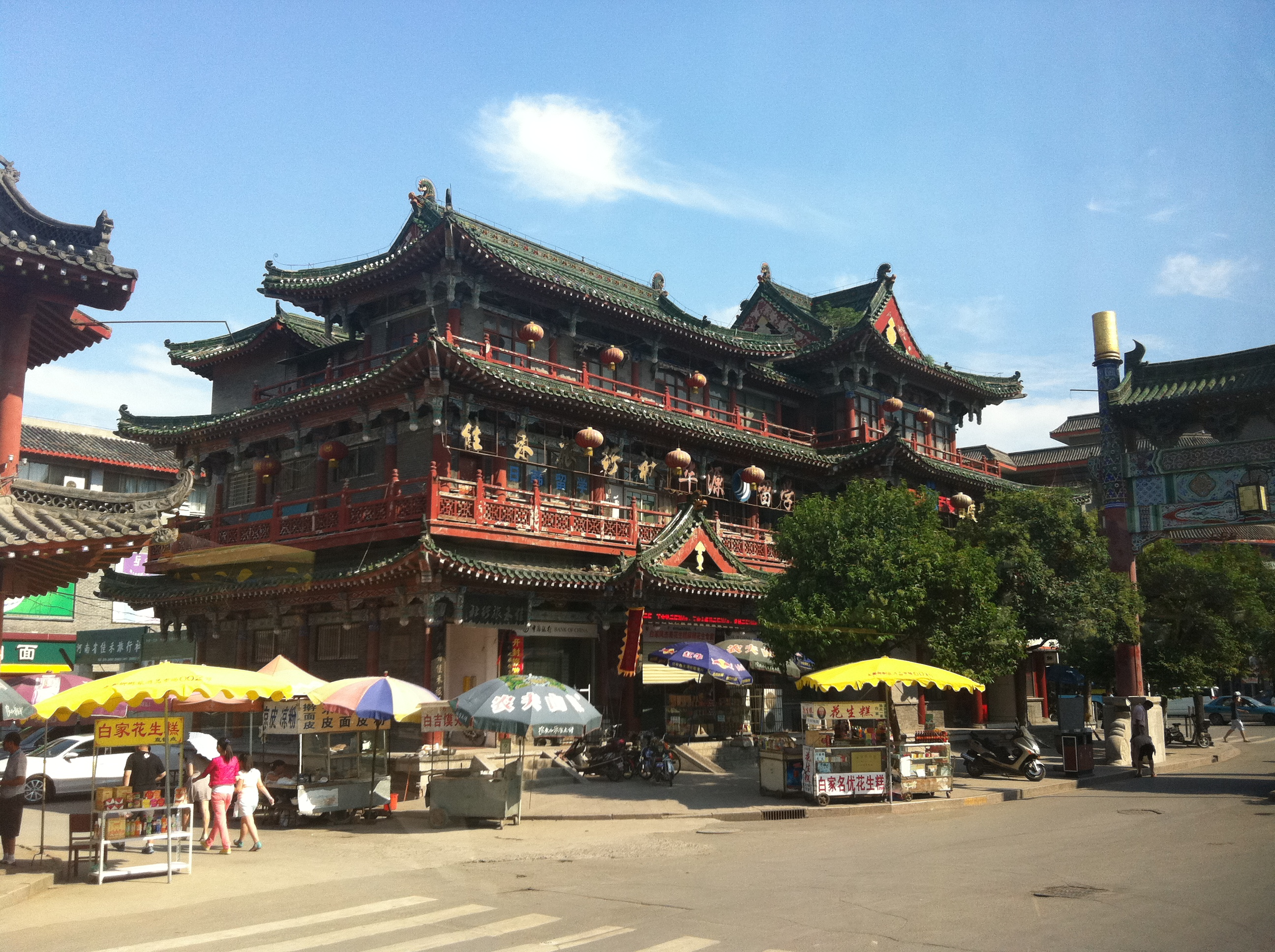
A Szung (Song)-dinasztia császári utcája (3)